# Огинский, Людвиг Кароль
Людвиг Кароль Огинский (пол. Ludwik Karol Ogiński; 1680 — 1719) — религиозный деятель Великого княжества Литовского, епископ смоленский (1716—1719), каноник виленский, пробст бобруйский и трокский.

## Биография
Представитель старшей княжеской линии магнатского рода Огинских герба «Брама». Старший сын каштеляна трокского Николая Огинского и Катажины Копец, дочери каштеляна берестейского Александр Копца. Младшие братья — Ежи Казимир, Антоний.
Людвиг Огинский был пробстом в Бобруйске и Троках, потом каноником в Вильне, а с 1716 года вплоть до смерти — епископом смоленским.
Похоронен в кафедральном соборе Святого Станислава.